# Erythroxylum macrochaetum
Erythroxylum macrochaetum là một loài thực vật có hoa trong họ Erythroxylaceae. Loài này được Miq. mô tả khoa học đầu tiên năm 1849.